# Euromediteranski seizmološki centar
Euromediteranski seizmološki centar (engl. European-Mediterranean Seismological Centre, akr. EMSC, franc. Centre Sismologique Euro-Méditerranéen, akr. CSEM), neprofitna organizacija koje članstvo čini 84 instituta iz 55 zemalja. Osnovan je 1975. na zahtjev Europske seizmološke komisije (ESC).
S obzirom na to da je euromediteranska regija podložna destruktivnim potresima, postojala je potreba za znanstvenom organizacijom koja će se baviti određivanjem karakteristika takvih potresa što je prije moguće (unutar jednog sata od pojave potresa). Stoga EMSC dobiva seizmološke podatke od više od 65 nacionalnih seizmoloških agencija koje se većinom nalaze u euromediteranskoj regiji.
EMSC je počeo s radom 1. siječnja 1975. pri Insitutu za globalnu fiziku u Strasbourgu. Svoj posljednji statut dobio je 1983.
Godine 1987. Vijeće Europe postavilo je EMSC za organizaciju koja će pružati Europski sustav uzbunjivanja u skladu s Otvorenim djelomičnim ugovorom (OPA) o velikim rizicima.
Godine 1993. izvršene su dopune statutâ i organizacije EMSC-a. Njegovo je sjedište preseljeno u Laboratorij detekcije i geofizike (LDG) pri Odjelu za analizu, praćenje i okoliš (DASE) francuske Komisije za atomsku energiju (CEA) u Bruyères-le-Châtelu (Essonne, Francuska).
Kao međunarodna, nevladina i neprofitna organizacija ova se udruga fokusira također na promicanje seizmoloških istraživanja. To je potaknulo sudjelovanje EMSC-a u mnogim europskim (FP7) i međunarodnim projektima.

## Vanjske poveznice
- službeno mjesto EMSC-a
- Citizen Seismology